# NGC 2174
NGC 2174 – obszar H II (również mgławica emisyjna) znajdujący się w konstelacji Oriona. Został odkryty 6 lutego 1877 przez Édouarda Stephana. Znajduje się w odległości około 6400 lat świetlnych od Ziemi.
NGC 2174 otacza gromadę otwartą młodych gwiazd NGC 2175. Mgławica ta zajmuje obszar nieba większy od Księżyca w pełni. Kosmiczny Teleskop Hubble'a wykonał wąskopasmowe zdjęcie mgławicy, gdzie pod kanał zielony zdjęcia przypisana jest emisja wodoru (w rzeczywistości czerwień), pod kanał czerwony emisja siarki (daleka czerwień), a pod kanał niebieski - tlenu (zieleń). Natomiast w świetle widzialnym obraz NGC 2174 jest zdominowany przez czerwone świecenie wodoru.